# Mario Savino
 Mario Savino  es un actor de cine y televisión que nació en 1913 en Argentina, país donde realizó su carrera profesional.

## Filmografía
Actor
- Operación Comando (1980)
- Una viuda descocada (1980)
- La carpa del amor (1979)
- El poder de las tinieblas (1979)
- Juventud sin barreras (1979)
- Alejandra, mon amour (1979)
- La nona (1979) …Mateor, portero del asilo
- Patolandia nuclear (1978)
- La rabona (1978)
- La mamá de la novia (1978)
- Las aventuras de Pikín (1977)
- Un toque diferente (1977)
- Las locas (1977) …Sereno
- Furia en la isla (1976) …Don Clemente
- Te necesito tanto, amor (1976)
- La guerra de los sostenes (1976)
- La isla de los dibujos (inédita) (1976)
- Te necesito tanto, amor (1976)
- El inquisidor o El fuego del pecado 1975) …Esteban, el mucamo
- Agentes secretos contra Guante Verde u Operación Guante Verde (1974)
- Yo maté a Facundo (1975)
- Los días que me diste (1975)
- La malavida (1973) …Anticuario
- Los padrinos (1973)
- Paño verde (1973) …Mozo de bar
- Póker de amantes para tres (1973)
- He nacido en la ribera (1972)
- La colimba no es la guerra (1972)
- Había una vez un circo (1972) …Espectador de circo
- Pájaro loco (1971)
- El sátiro (1970)
- Un elefante color ilusión (1970)
- Somos novios (1969)
- La culpa (1969) …Presunto asesino
- Psexoanálisis (1968)
- El gran robo (1968)
- Humo de marihuana (1968) …Pescador
- Operación San Antonio o Este cura (1968)
- La boutique (1967)
- ¡Esto es alegría!  (1967) …Hombre en muelle
- La perra (1967)
- Éste es el romance del Aniceto y la Francisca, de cómo quedó trunco, comenzó la tristeza y unas pocas cosas más...  (1966)
- Una ventana al éxito (1966)
- Muchachos impacientes (1966)
- Pimienta (1966)
- La buena vida (1966)
- Vivir es formidable (1966)
- Hotel alojamiento (1966)
- La gorda (1966)
- El galleguito de la cara sucia (1966)
- La pérgola de las flores (1965)
- Nacidos para cantar (1965)
- Convención de vagabundos (1965)
- Bicho raro (1965)
- Nadie oyó gritar a Cecilio Fuentes (1965)
- Los tímidos visten de gris (inédita) (1965)
- Ahorro y préstamo para el amor (1965)
- Canuto Cañete y los 40 ladrones (1964) …Padre de Canuto Cañete
- Extraña ternura (1964) …Hombre en cabaret
- El demonio en la sangre (1964)
- El octavo infierno, cárcel de mujeres o Sacrificio de una madre (1964)
- La industria del matrimonio (1964) (episodio Correo sentimental)
- Cleopatra era Cándida (1964)
- Canuto Cañete, conscripto del siete (1963) …Padre de Canuto Cañete
- Alias Flequillo (1963) …Caporale
- La fin del mundo (1963)
- Hombre de la esquina rosada (1962) …Cosme
- Libertad bajo palabra (1961) …Amigo 2 de Julio
- Creo en ti (1960)
- Sábado a la noche, cine (1960)
- El cerco (inédita) (1959)
- Salitre (1959)
- Una cita con la vida (1958)
- El secuestrador (1958)
- Un centavo de mujer (1958)
- Rosaura a las diez (1958) …Pensionista
- El hombre que hizo el milagro  (1958)
- Fantoche  (1957)
- Todo sea para bien (1957)
- Una viuda difícil (1957)
- Viaje al infinito (1956)
- África ríe (1956)
- Pecadora (1956) …Mozo
- Pobre pero honrado (1955)
- Canario rojo (1955)

Encuadre
- Viaje al infinito (1956)

Diálogos
- Viaje al infinito (1956)

## Televisión
- Rosa... de lejos (serie) (1980) …Pedro